# マリサ・ロブレス
マリサ・ロブレス（Marisa Robles, 1937年4月5日 - ）はスペインの世界的ハープ奏者。ルイーサ・メナルゲスに師事（兄弟子にニカノール・サバレタがいる）。マドリード音楽院に進み、1953年に16歳で音楽院を卒業。17歳でフルート奏者のジャン＝ピエール・ランパルと共演して、演奏会デビューを果たす。この時に演奏したモーツァルトの《フルートとハープのための協奏曲》はロブレスの十八番として名高く、ほかにもジェームズ・ゴールウェイや夫クリストファー・ハイド＝スミスらとこの作品を共演し、もしくは録音してきた。1958年に結婚し、1960年からイギリスに永住して演奏活動を続けており、1971年には英国王立音楽院の教授に迎えられた。